# مبارک‌آباد (قم)
روستای مبارک آباد، روستایی است از توابع بخش مرکزی شهرستان قم در استان قم ایران.مردم این روستا لربختیاری از طایفه سرلک هستند.

## جمعیت
این روستا در دهستان قنوات قرار دارد  و براساس سرشماری مرکز آمار ایران در سال ۱۳۸۵، جمعیت آن ۴۲۸ نفر (۱۰۷خانوار) بوده‌است. مالکان اصلی مبارک آباد از گذشته با سازمان اوقاف و امورخیریه اختلاف داشته اند.